# Ісаак Іхурія
Ісаак Іхурія  (англ. Isaac Ikhouria, 9 жовтня 1947) — нігерійський боксер, олімпійський медаліст.

## Виступи на Олімпіадах
| Олімпіада   | Дисципліна | Місце |
| ----------- | ---------- | ----- |
| Мюнхен 1972 | до 81 кг   | =3    |